# یواس‌اس فینچ (دی‌ئی-۳۲۸)
یواس‌اس فینچ (دی‌ئی-۳۲۸) (به انگلیسی: USS Finch (DE-328)) یک کشتی است که طول آن 306 feet (93.27 m) می‌باشد. این کشتی در سال ۱۹۴۳ ساخته شد.